# Décollage

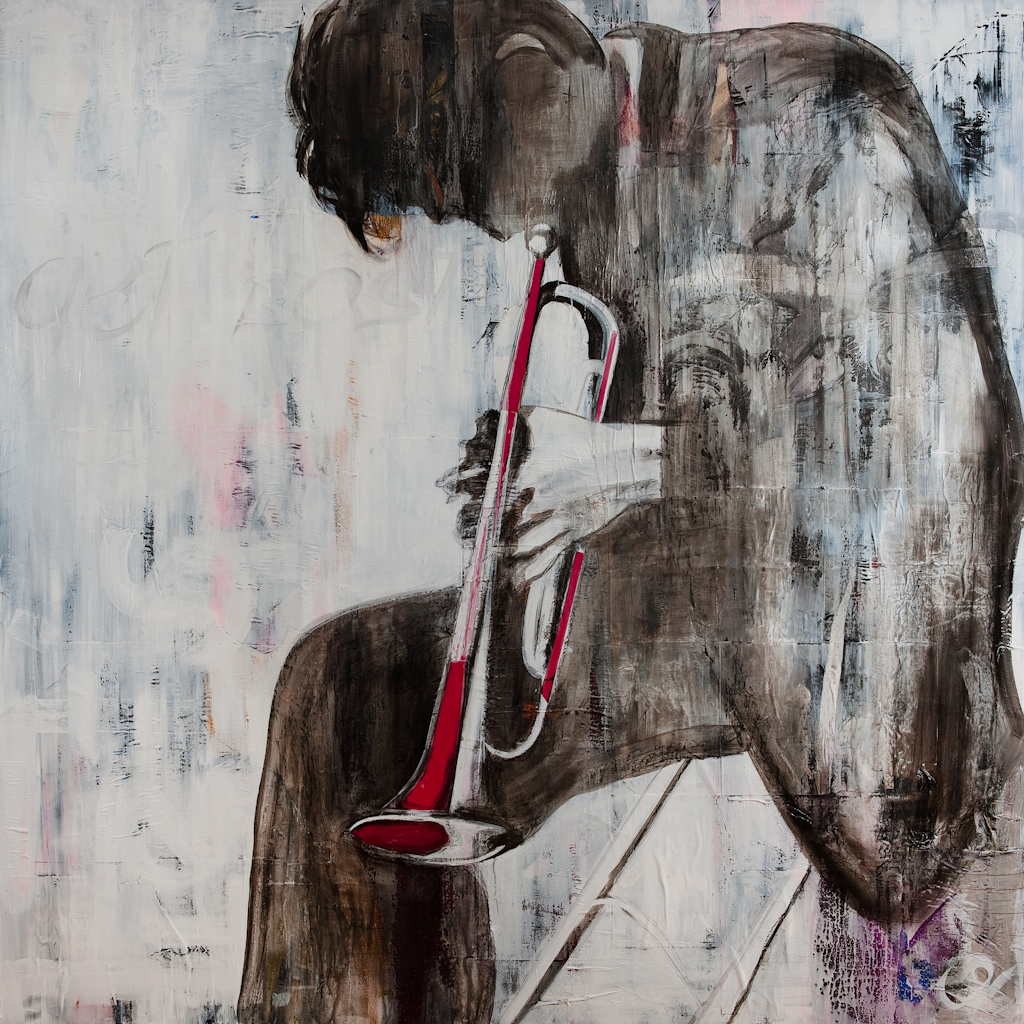
Decollage on Canvas 200x200cm 2012

Décollage (literalmente, «despegue» en francés) designa la técnica artística opuesta al collage; en lugar de construir una imagen con la suma de otras imágenes, como en el collage, consiste en construir una nueva obra arrancando o rasgando partes de la original, viéndose parte de la imagen de atrás.
Esta práctica fue muy usada por los artistas François Dufrêne, Jacques Villeglé, Mimmo Rotella y Raymond Hains, todos ellos englobados en la corriente del Nuevo Realismo, movimiento artístico francés que funcionó como respuesta al Pop Art, bajo la tutela del crítico Pierre Restany y el artista Yves Klein. A menudo estos artistas trabajaban conjuntamente o con otros artistas y presentaban su obra de forma anónima en la ciudad de París.
En 1954 viaja Wolf Vostell a París, encuentra la palabra "décollage" en la portada del periódico Le Figaro del 6 de septiembre de 1954 y crea obras que las denomina Dé-coll/ages al cambiar la ortografía. Hasta finales de los años 1960, Wolf Vostell crea obras con la técnica Dé-coll/age como Rue de Buci de 1960 o Coca-Cola de 1961. Wolf Vostell amplía el concepto artístico del Dé-coll/age a sus happenings y convierte el proceso del Dé-coll/age en un principio fundamental de su obra.

## Literatura
- Phasen. Jürgen Becker und Wolf Vostell, introducción de Max Bense, Galerie Der Spiegel, Köln 1960.
- TPL, Tombeau de Pierre Larousse. François Dufrêne, Alain Jouffroy, Wolf Vostell, Verlag Der Kalender, Wuppertal 1961.[3]
- Dufrene, Hains, Rotella, Villegle, Vostell. Plakatabrisse aus der Sammlung Cremer, Staatsgalerie Stuttgart, 1971.
- Wolf Vostell. Leben = Kunst = Leben. Kunstgalerie Gera, E.A. Seemann, 1993, ISBN 3-363-00605-5
- Raymond Hains. Akzente 1949–1995. Ritter-Verlag, Klagenfurt 1995, ISBN 3854151802
- Pierre Leguillon: Raymond Hains – J'AI La Memoire Qui Planche. Centre Georges Pompidou Service Commercial, Paris 2001, ISBN 2844260624
- Wolf Vostell. Maria del Mar Lozano Bartolozzi, Editorial Nerea, Serie Arte Hoy, 2005, ISBN 9788489569386
- Ulrich Krempel: Nouveau Réalisme. Revolution des Alltäglichen. Hatje Cantz Verlag, Ostfildern 2007, ISBN 978-3-7757-2058-8
- Pierre Restany: Manifeste des Nouveaux Réalistes. Éditions Dilecta, Paris 2007.
- Jacques Villeglé: Urbi & Orbi. Zur Kunst des Plakatabrisses. Nautilus, Hamburg, 2007, ISBN 978-3-89401-559-6
- Wolf Vostell. Dé-coll/age. Editorial Pintan Espadas No.10, Badajoz 2008, ISBN 978-84-7796-165-9
- Poesie der Grossstadt. Die Affichisten. Bernard Blistène, Fritz Emslander, Esther Schlicht, Didier Semin, Dominique Stella. Snoeck Verlag. 2014. ISBN 978-3-9523990-8-8